# Muzeum (stacja metra)
Muzeum (cz. Muzeum) – węzeł przesiadkowy między stacjami o tej samej nazwie na linii A i C metra praskiego. Położony jest pod gmachem Muzeum Narodowego, częścią placu Wacława i ulicą Mezibranską.
Stacja linii C została otwarta 9 maja 1974 roku, a linii A – 12 sierpnia 1978 roku. W sierpniu 2002 roku zostały poszkodowane przez powódź.
Linia A, zbudowana jako druga z tras praskiej kolei podziemnej, biegnie pod linią C.
Między stacją linii A i wspólnym westybulem zainstalowano schody ruchome, które pozwalają na dojście do peronu C poprzez ten westybul.